# Maira claripennis
Maira claripennis är en tvåvingeart som först beskrevs av Le Guillou 1842.  Maira claripennis ingår i släktet Maira och familjen rovflugor. Inga underarter finns listade i Catalogue of Life.